# ハロゲン化スルホニル
ハロゲン化スルホニル (sulfonyl halide) は一般式 R-SO2-X で表される有機化合物の総称である。ここでRはアルキル基やアリール基など、Xはハロゲン である。スルホン酸の酸ハロゲン化物に相当する。

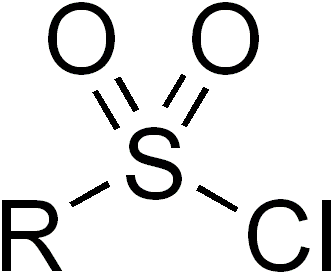
塩化スルホニルの一般構造式